# NHKラジオ第2放送
NHKラジオ第2放送（エヌエイチケイ ラジオだいにほうそう）は、日本放送協会（NHK）による地上基幹放送の一種別で、中波放送（AM放送）、国内放送である。

## 内容
NHK教育テレビジョン（以下、Eテレ）と同様に教育番組、特に語学番組や学生向け講座番組を多く放送している。公称は「ラジオ第2」、「NHK第2」または「R2」。NHKアナウンサーはラジオ第2で統一している。

## 概要
NHKのラジオ放送は1925年3月に開始された時には1つだけだったが、1931年からこれを2つに分けた。スタート当初から講座番組など教育放送を主とした番組編成だったが、ラジオ第2放送の普及が東京・大阪・名古屋の3都市に留まったため、1939年に「都市放送」と改称し、都市知識層向けのより高度な教養・講座番組や文芸・音楽番組に力を入れた編成に改められた。
1941年12月に太平洋戦争が開戦し、都市放送は一時休止されたが、終戦後の1945年9月1日に再開した。学校放送や教養・文化番組などを主としながらも長時間の番組が柔軟に編成できることから1960年代末ごろまではプロ野球や大相撲などのスポーツ中継も放送した。クラシック音楽の演奏会も単発で録音中継され、FM放送が普及するまでは、ラジオ第1との連動で2波によるステレオ放送（当時は立体放送と言われた）が『立体音楽堂』などの番組で実施した。
教育テレビが全国へ普及すると次第に教育テレビのラジオ版と看なされる。
1980年代前半位までは「ラジオ農業学校」（農業経営や栽培技術などを単発で紹介する情報番組）、「漁村の皆さんへ」（漁村からのお便りや各地の水産市場情報、船舶の海上試験の模様を紹介する週7日×再放送の情報番組）など、戦前からの流れをくむ産業支援番組もあった。

## 放送形態

### 編成
1980年代の平日は5時30分からの放送で、NHK高校講座からスタートし、翌0時に君が代が流れた後に終了した。現在は6時から番組が始まり、23時40分までで終わる（日曜は異なる）。
語学番組、高校講座（NHK学園高校の放送授業でもある）と、NHK市民大学講座の流れを汲むNHKカルチャーアワーを核に、それ以外の教養番組や、委託業務である気象通報と株式市況、国内放送を統括する放送総局の委託により番組配給を受けているNHKワールド・ラジオ日本（NHKの国際放送）の外国語ニュース（中国語、ハングル、ポルトガル語、ベトナム語、インドネシア語、タイ語の6言語）を放送している。
日曜を除く9時30分 - 11時の時間帯には学校放送として小学生・中学生に向けた国語や音楽の教育番組や高校入試のための特別番組が組まれていたが、近年の少子高齢化の影響を受けて、現在は9時45分 - 10時の「お話でてこい」を除いてこれらの小中学校向け放送は終了となり、10時以降の当該時間枠には一般向けの教養・語学番組が充てられた。
2008年以後、語学番組が再編され、それまで日曜を除いて毎日放送されていたものが月 - 金曜の週5回編成になった関係で、土・日曜は当該週に放送した番組の復習の意味でのまとめて再放送した。基礎英語シリーズなど一部は除く。2017年度は土曜の日中はほぼ再放送である。NHKワールド・ラジオ日本の外国ニュースとは別に、中国語、ハングルによる日本紹介番組も放送した。
毎年12月31日から翌年1月3日の間は気象通報、外国語ニュース以外は通常編成のほぼすべての番組を一切休止して、年末年始特別編成を組んだ。2007年12月31日は1日まるごと英語・英会話講座を放送した。2018年度の年末年始は朗読特集など一部を除き通常編成で高校講座アーカイブは休講のため、23時40分終了であった。2020年度の年末年始は特別編成を廃止した。夏休み・冬休み・春休みは気象通報、外国語ニュース、株式市況などを除いて新規の番組制作を休止し、これまでに放送した番組の再構成、あるいは語学・教養番組はおさらいシリーズをラジオクラブで放送する。
2008年から2016年までは毎年8月末（または9月上旬）に全国盲学校野球大会を通常放送終了後、録音で放送していた。特に2008年9月2日未明（1日深夜）は通常番組の終了後、全国盲学校野球大会決勝戦（1時から）の録音中継を放送するため2時46分まで放送時間を延長した。
例外的に高校野球の地方大会を放送することもある。
2008年4月から2012年3月まで、名古屋局を中心に、愛知、岐阜、三重、静岡県下の各局では早朝と深夜（全国編成の放送開始前と終了後）にポルトガル語の時間という番組を放送していた。
過去（1950年代）には、8時と20時のNHKニュース（定時ニュース）が、ラジオ第1ではなく、ラジオ第2で放送されていた。

### 放送時間の遍歴
| 年度                           | 放送開始  | 放送終了                                     |
| ------------------------------ | --------- | -------------------------------------------- |
| 2000年度上半期まで             | 毎日 5:30 | 毎日 翌0:00                                  |
| 2000年度下半期から2006年度まで | 毎日 5:30 | 月・日曜 翌0:00 火曜 翌1:35 水 - 土曜 翌1:40 |
| 2007年度上半期                 | 毎日 6:00 | 月・日曜 翌0:40 火 - 土曜 翌1:00             |
| 2007年度下半期から2009年度まで | 毎日 6:00 | 月・土・日曜 翌0:40 火 - 金曜 翌1:00         |
| 2009年度                       | 毎日 6:00 | 月・火・金 - 日曜 翌1:00 水・木曜 翌0:40     |
| 2010年度から2013年度上半期まで | 毎日 6:00 | 月・火・金 - 日曜 翌0:40 水・木曜 翌0:20     |
| 2013年度下半期                 | 毎日 6:00 | 月 - 土曜 翌0:40 日曜 翌0:10                 |
| 2014年度から2016年度まで       | 毎日 6:00 | 月 - 土曜 翌0:40 日曜 翌0:20                 |
| 2016年度                       | 毎日 6:00 | 月 - 土曜 翌0:40 日曜 翌0:35                 |
| 2017年度                       | 毎日 6:00 | 月 - 土曜 翌1:00 日曜 翌0:20                 |
| 2018年度から2023年上半期まで   | 毎日 6:00 | 月 - 土曜 翌0:40 日曜 翌0:30                 |
| 2023年度下半期                 | 毎日 6:00 | 月 - 金曜 23:40 土曜 23:55 日曜 翌1:00       |
| 2024年度                       | 毎日 6:00 | 月 - 土曜 23:40 日曜 翌0:00                  |
| 2025年度（5月11日まで）        | 毎日 5:50 | 月 - 土曜 23:50 日曜 翌0:10                  |
| 2025年度（5月12日から）        | 毎日 6:00 | 月 - 土曜 23:40 日曜 翌0:00                  |

放送機器メンテナンス実施日は曜日に関係なく連日で23時40分あるいは翌0時に終了し、特に2018年度以降現在は23時40分に終了する。
- 1953年の一時期[4]に23時で放送終了した日があった。
- 1日の放送開始7分前からチェレスタによるインターバルシグナル（IS）とIDが、放送終了後IDと君が代に続いておよそ4分間、チェレスタによる終了用ISが放送される。局によっては放送休止中（の全部または一部時間帯）あるいは放送開始概ね15分前から放送開始ISまでテストトーンを流す。
- 2000年4月から2006年3月まで、NHKで唯一24時間放送していなかった[注 8]。
- 放送開始は長年5時30分であったが、2007年4月からは30分繰り下がり6時に統一された。1995年3月まで総合テレビとEテレより放送開始時間が早かったが、1999年4月にEテレが5時開始に繰り上がってからは最も遅い放送開始時間となった。そして2025年4月から5月11日までは10分繰り上がり5時50分開始となった。
- 放送終了は毎日翌0時であったが、2000年10月からEテレと同様、高校講座のアンコール放送（再放送）を行うため、日・月曜を除き翌0時以降も放送することになった。その後アンコール放送の体裁が変更になったため、2007年4月以降は日・月曜も翌0時以降の放送を続けるようになった。
- 2022年度下半期の編成では、高校講座の放送本数が2025年度に予定される中波放送削減の影響もあり減っていることから、高校講座ライブラリーの放送休止が増えたこともあり23時40分で終了する日が月1・2週程度に増えている[5]。このライブラリー放送はインターネットのオンデマンド配信の普及などから、2023年9月10日未明（9日深夜）に終了し、それ以降は日曜以外一律23時40分（土曜については9月中は暫定、10月以降は上述の通り23時55分）でその日の放送を終了した。
- 2024年度[6]は、土曜日も23時40分で、日曜日が従来より1時間早く24時（月曜0時）で放送終了となり、2000年9月以来23年半ぶりに毎日日付をまたがずに放送終了した。
- 2025年度は特別番組のため5月11日までに限り、月曜から土曜までが23時50分、日曜は翌0時10分終了となり、再び日曜は日跨ぎでの放送終了となった。

## ラジオ第2閉局への方針と動向
将来的にラジオ第2が閉局されてAMは1波になることが示唆され、2021年1月13日に2021年度から3か年の経営計画を決定し、2025年度を目途に現在のAM2波から1波へ整理・削減を検討して当初は2025年度に廃止を予定した。
経営委員会が2025年度末の完全閉局に向けて民意を取りまとめ、国会承認後に廃局を正式決定し、完全廃局を2026年度に予定する。
ラジオ第2放送の閉局へ向けた実証実験を兼ねて、2022年春の改編から試験的に、6時台（月 - 金曜）の英語語学講座番組「中学生の基礎英語 レベル1・2」
「中高生の基礎英語 in English」の当日初回放送分を、FM放送と同時放送する。2023年度は「ラジオ英会話」「ラジオビジネス英語」の2番組を7時台に追加する。
NHK高校講座アーカイブが2023年9月10日未明（9日深夜）に終了し、同日午後から月 - 土曜は日付（翌0時=24時）をまたがずに放送を終え、日曜深夜（月曜未明）のみ翌日に放送終了する。
2024年度は日曜のみ24時、他は23時40分でラジオ第2を終了し、2000年9月以来23年半ぶりに全曜日とも当日中に終了する。外国語講座番組のFMでの放送言語に、「まいにち中国語」と「まいにちハングル講座」が加わるほか、英語講座番組も「ニュースで学ぶ「現代英語」」が新たに加わり、23時半 - 25時（翌1時）に集中放送する。これまで6時台にラジオ第2と同時放送していた「中学生の基礎英語」シリーズ3本については、FMでの5時から順次放送分が初回となり、ラジオ第2の初回放送に当たる6時台はチャンネルを変えた実質再放送となる。
2025年度は、5月11日までに限り語学講座のPR番組を放送するため、月曜から土曜までは23時50分・日曜は24時10分にラジオ第2を放送終了している。外国語講座番組のFMでの放送言語に、「アラビア語講座」「ポルトガル語入門」が加わるほか、語学講座以外にも「古典講読」「宗教の時間」「視覚障害ナビ・ラジオ」が新たに加わり、23時半 - 26時（翌2時）に集中放送する。

## ネットワーク
総務省告示基幹放送普及計画に、中波放送は「協会の放送については、総合放送及び教育放送各1系統の放送（中略）が全国各地域においてあまねく受信できること。」と規定されており、この「教育放送」がラジオ第2で全国放送を基本とする。
このため告示基幹放送用周波数使用計画に親局たる東京以外は全部中継局と位置づけられているが、非常時等に備え自局放送設備を有する。広域放送を基本とするため、ラジオ第1以上に整理・統廃合が行われている。
- 太字は拠点局。

| ブロック     | 放送局             | 呼出符号  | 周波数 （kHz） | 空中線電力 （W） | 放送開始日     |
| ------------ | ------------------ | --------- | -------------- | ---------------- | -------------- |
| 北海道       | 札幌               | JOIB      | 747            | 500k             | 1945年09月03日 |
| 北海道       | 函館               | JOVB      | 1467           | 001k             | 1949年01月03日 |
| 北海道       | 旭川               | JOCC      | 1602           | 001k             | 1950年04月25日 |
| 北海道       | 帯広               | JOOC      | 1125           | 001k             | 1950年04月25日 |
| 北海道       | 釧路               | JOPC      | 1152           | 010k             | 1950年04月25日 |
| 北海道       | 北見（網走送信所） | JOKD      | 702            | 010k             | 1950年03月25日 |
| 北海道       | 室蘭               | JOIZ      | 1125           | 001k             | 1952年04月20日 |
| 東北         | 仙台               | JOHB      | 1089           | 010k             | 1945年09月01日 |
| 東北         | 秋田               | JOUB      | 774            | 500k             | 1946年09月15日 |
| 東北         | 山形               | JOJC      | 1521           | 001k             | 1948年12月01日 |
| 東北         | 盛岡               | JOQC      | 1386           | 010k             | 1950年03月25日 |
| 東北         | 福島               | JOFD      | 1602           | 001k             | 1951年06月01日 |
| 東北         | 青森               | JOTC      | 1521           | 001k             | 1951年07月01日 |
| 関東・甲信越 | 東京               | JOAB      | 693            | 500k             | 1931年04月06日 |
| 関東・甲信越 | 長野               | JONB      | 1467           | 001k             | 1948年11月11日 |
| 関東・甲信越 | 新潟               | JOQB      | 1593           | 010k             | 1946年09月01日 |
| 関東・甲信越 | 甲府               | JOKC      | 1602           | 001k             | 1950年04月25日 |
| 東海・北陸   | 名古屋             | JOCB      | 909            | 010k             | 1933年06月26日 |
| 東海・北陸   | 金沢               | JOJB      | 1386           | 010k             | 1947年08月21日 |
| 東海・北陸   | 静岡               | JOPB      | 639            | 010k             | 1946年09月01日 |
| 東海・北陸   | 浜松               | [ 注 12 ] | 1521           | 001k             | 1948年12月02日 |
| 東海・北陸   | 福井               | JOFC      | 1521           | 001k             | 1948年12月01日 |
| 東海・北陸   | 富山               | JOIC      | 1035           | 001k             | 1949年01月03日 |
| 近畿         | 大阪               | JOBB      | 828            | 300k             | 1933年06月26日 |
| 中国         | 広島               | JOFB      | 702            | 010k             | 1945年09月10日 |
| 中国         | 岡山               | JOKB      | 1386           | 005k             | 1946年09月01日 |
| 中国         | 松江               | JOTB      | 1593           | 010k             | 1946年09月01日 |
| 中国         | 鳥取               | JOLC      | 1125           | 001k             | 1950年04月25日 |
| 中国         | 山口（防府送信所） | JOUC      | 1377           | 005k             | 1951年06月01日 |
| 四国         | 松山               | JOZB      | 1512           | 005k             | 1946年09月01日 |
| 四国         | 高知               | JORB      | 1152           | 010k             | 1948年12月01日 |
| 四国         | 高松               | JOHD      | 1035           | 001k             | 1958年06月29日 |
| 九州・沖縄   | 福岡               | JOLB      | 1017           | 050k             | 1946年09月01日 |
| 九州・沖縄   | 北九州             | JOSB      | 1602           | 001k             | 1947年03月20日 |
| 九州・沖縄   | 熊本               | JOGB      | 873            | 500k             | 1945年09月01日 |
| 九州・沖縄   | 長崎               | JOAC      | 1377           | 001k             | 1949年07月20日 |
| 九州・沖縄   | 鹿児島             | JOHC      | 1386           | 010k             | 1948年12月31日 |
| 九州・沖縄   | 宮崎               | JOMC      | 1467           | 001k             | 1950年03月25日 |
| 九州・沖縄   | 大分               | JOID      | 1467           | 001k             | 1950年04月25日 |
| 九州・沖縄   | 沖縄               | JOAD      | 1125           | 010k             | 1972年06月25日 |

### 閉局
- 京都（JOOB、廃止直前の周波数 1510kHz）：1948年12月1日 - 1973年3月20日（大阪からの大電力化による）
- 徳島（JOXB、廃止直前の周波数 1520kHz）：1958年6月29日 - 1973年3月20日（同上）
- 佐賀（JOSD、廃止直前の周波数 1370kHz）：1951年6月1日 - 1974年3月19日（熊本からの大電力化による）

### 放送局のサービスエリア形態
ラジオ第2は、全国共通編成を前提としているため、ラジオ第1のような県単位、圏域ブロックによるネットワークではなく、東京・札幌・秋田・熊本（以上いずれも500kW）、大阪（300kW）の5局で全国を網羅的にカバーし、それ以外の放送局、中継局がそれらを補完する特殊なネットワークを形成している。そのため、同一エリアにおいての送信出力が第1放送より小さい（例：福岡：第1放送：100kW 第2放送：50kW、名古屋：第1放送：50kW 第2放送：10kW、函館・帯広・青森・山形・甲府・長野・富山・福井・高松・大分・長崎・宮崎：第1放送：5kW 第2放送：1kWなど）、もしくはその逆（例：東京：第1放送：300kW 第2放送：500kW、秋田･熊本：第1放送：10kW 第2放送：500kWなど）のケースがある。大阪第2放送のカバー下にある徳島と、熊本第2放送のカバー下にある佐賀にはそれぞれ第1放送しかなく第2放送が存在しない（かつては両局とも第2放送が存在していた。廃止理由は前項参照）。このような体制になっている理由は「海外からの電波との混信があるため」「大災害が起きた場合、上記4局と大阪局の5局で全国に電波を届けるため」といった理由がある。
- 2011年3月11日に発生した東北地方太平洋沖地震（東日本大震災）による電力供給不足に応じて、同年3月19日 - 9月22日に東京（東京電力管内）、同年7月1日 - 9月9日（土・日除く）に秋田（東北電力管内）で、昼間を中心とする一部の時間帯で出力を定格の500kWから250kWに減力放送した[注 16][注 17]。

ラジオ第2の中継局は、1972年に沖縄本島と同時に宮古島と石垣島に中波による中継局が設置され、2003年に同じく沖縄の西表島西部と与那国島に近隣諸国における中波混信対策としてFM中継局が設置された（与那国島はラジオ第1と同時に設置）。2012年度には新たに長年ラジオ放送の受信が困難とされていた小笠原諸島の父島・母島にラジオ第1放送・FM放送と合わせて設置された（3波ともFM波。2013年3月31日開局）。FMによるラジオ第2中継局は、現在6局（沖縄の祖納・与那国両中継局、小笠原諸島の父島・母島両中継局、奄美群島の徳之島・与論両中継局）のみ存在している。
教育・教養番組ではないものの、気象庁の持込原稿による番組「気象通報」がラジオ第2放送で放送されている理由は、上記のように一部局で500kWの大出力の電波を送信しているためである（委託番組のため、NHKは原稿内容に対する責任を負わない）。現在は、通信衛星受信設備を装備している船舶が増えたものの、ラジオ第2放送の同番組を利用している船舶もあり、引き続き放送されている。国内放送を担当する放送総局の依頼によってNHKワールド・ラジオ日本の外国語ニュースが放送されている理由も、大出力であり、より遠くに伝播するからであるが、これはあくまで国内放送であり、国内在留の外国人や日系人などを対象としたものである。
- 気象通報は長きにわたり1日3回放送されてきたが、2014年3月30日をもって9時台と22時台の放送を廃止し、同31日以後は1日1回（16時台）のみの放送に縮小された。

ラジオ第2は、全国共通編成であるため、各局のID以外、地域放送を一切実施しない。ただし北海道では送信場所を問わず札幌局から送出されている（1990年代前半頃より）。
- ラジオ第2放送のIDについては計3回、以下の時間に放送される。
  - 一日の放送開始時（5時59分50秒）
  - 気象通報終了時（16時19分55秒）※2014年3月30日までは9時29分55秒、22時19分55秒にもあったが、気象通報が1日1回だけとなったのに伴い、外国語ニュースの放送明けに振り替えられた（2024年度末まで）。
  - 一日の放送終了時（平日・土曜：23時40分00秒、日曜：翌0時0分00秒）
- コールサインは、教育専門局であるEテレと同一のものが、各局ごとに割り当てられている（東京：JOAB、大阪：JOBB、名古屋：JOCB、広島：JOFB、仙台：JOHB、札幌：JOIB、福岡：JOLB、松山：JOZBなど）。アナウンスは「JO△△（呼出符号）」＋「NHK＋（設置場所の地名）＋第2放送（です）」であり、東京および「NHKネットラジオ らじる★らじる」の場合は「JOAB、NHK東京第2放送です」となる。北海道の場合は、（呼出符号）と（設置場所の地名）を省略して「NHK第2放送です」のIDで統一。アナウンスの担当は、青森放送局を除き、総合テレビ・教育テレビ・ラジオ第1・FM放送のコールサインの読上げと同じアナウンサーで行っている。

2011年9月1日から「NHKネットラジオ らじる★らじる」によって、インターネット経由でも聴取が可能となっている。時報、緊急地震速報（自動音声のみ）は配信されない。2017年10月2日 - 2018年3月30日（一部地域）・2018年4月12日 - 2019年3月29日（全国）の期間、民放サイマル配信サービス「radiko」でも試験配信を実施していたが、同様に試験配信されていたラジオ第1とFMが2019年4月1日より正式サービスに移行したのに対し、ラジオ第2のみ移行せず試験配信をもって終了した。

## 海外の提携局
- 韓国 韓国教育放送公社
- イギリス BBC Two

## 番組一覧
放送講座
- NHK高校講座

幼児向け番組
- お話でてこい

株式市況
- 月曜 - 金曜 17:00 - 18:00、17:45からは大阪取引所（旧：大証）の市況　※2013年7月12日まで[注 19]、2015年3月30日以降。

祝日・12月31日 - 1月3日の放送は休止される。
気象通報
- 全曜日 16:00 - 16:20[注 20]

語学講座
- 現在、英語（アメリカ英語）・朝鮮語[注 21]・中国語・フランス語・ドイツ語・イタリア語・スペイン語・ロシア語・アラビア語・ポルトガル語（ブラジル語）・日本語の11言語の講座がある。

社会福祉番組
- 社会福祉セミナー（土曜 20:35 - 21:00、日曜 8:00 - 8:25）
- 視覚障害ナビ・ラジオ（日曜 7:30 - 8:00・19:30 - 20:00、土曜 13:30 - 14:00）

文化番組
- カルチャーラジオ（土曜 10:00 - 10:30・18:30 - 19:00・19:00 - 19:30、日曜 9:30 - 10:00・10:00 - 11:00・20:00 - 21:00）
- 古典講読（日曜 6:00 - 6:45、再放送：土曜 17:00 - 17:45）
- おしゃべりな古典教室（土曜 16:30 - 16:45・16:45 - 17:00、再放送：日曜 9:00 - 9:15・9:15 - 9:30・18:00 - 18:15・18:15 - 18:30）
- こころをよむ（日曜 6:45 - 7:25、再放送：土曜 17:45 - 18:25）
- 宗教の時間（日曜 8:30 - 9:00、再放送：18:30 - 19:00）

ラジオ体操
- 月曜 - 土曜 8:40 - 8:50・12:00 - 12:10・15:00 - 15:10

NHKワールド・ラジオ日本の英語放送
- Asian View（月曜 - 金曜 23:20 - 23:25、土曜 14:00 - 14:10、再放送：日曜 14:00 - 14:10）
- Living in Japan（日曜 13:00 - 13:20、再放送：土曜 13:00 - 13:20） ※英語、中国語、ベトナム語、ポルトガル語の週替わりで放送

NHKワールド・ラジオ日本の外国語ニュース
- 中国語（月曜 - 日曜 15:30 - 15:40）
- ハングル（月曜 - 日曜 15:45 - 15:55）
- ポルトガル語（月曜 - 金曜 18:00 - 18:10）
- ベトナム語（月曜 - 金曜 22:30 - 22:40）
- インドネシア語（月曜 - 金曜 22:40 - 22:50）
- タイ語（月曜 - 金曜 22:50 - 23:00）

ミニ番組
- 音の風景
- みんなのうた

クラシックミニ番組
- 名曲スケッチ（月・火・木・金 9:45 - 9:55・22:00 - 22:10、土曜 8:30 - 8:40・11:45 - 11:55）
- 名曲の小箱（毎日 15:55 - 16:00、月曜 - 金曜 13:55 - 14:00、土曜 6:55 - 7:00・23:35 - 23:40、日曜 7:25 - 7:30）

### 過去の放送番組
連続ドラマ
- 世界の名作（1947年10月4日 - 1953年）
- 灰色の部屋（1949年9月16日 - 1953年）
- 名作劇場（1953年11月2日 - ）
- ラジオ劇場（1954年 - 1961年）
- 芸術劇場（1960年4月10日 - 1968年）
- ラジオ名作劇場（1982年4月11日 - 1990年4月1日）

クイズ・ゲーム
- 犯人は誰だ（1951年 - 1953年）
- 素人ラジオ探偵局（1953年10月31日 - 1961年）

バラエティー・お笑い
- 教化演芸（1938年2月12日 - ）
- 東西廻り舞台（1948年1月 - 1952年）
- ラジオ漫画（1950年4月2日 - 1952年）
- 演芸クラブ（1951年5月 - 1951年12月）
- エンタツちょびひげ漫遊記（1951年 - 1952年）
- アチャコ青春手帳（1952年1月7日 - ）
- お笑いアパート（1952年1月 - 1954年）

歌謡曲
- ダンス音楽（1948年 - 1952年）
- 今週の歌謡集（1949年 - ）
- あなたの作曲した歌（1949年 - 1953年）
- おやつの時間（1949年 - 1956年、大阪局）
- リズムアワー（1950年11月6日 - 1964年）
- 夕べの音楽（1950年 - 1954年）
- 希望の星座（1952年 - 1956年）
- 思い出によせて（1952年 - ）
- 虹のしらべ（1952年 - 1956年）
- バンド・タイム（1953年 - ）
- ラジオ音楽雑誌（1954年 - 1956年）
- ジャズはいかが（1955年4月3日 - ）
- 軽音楽の手帳（1957年、1967年4月8日 - 1968年4月5日）
- 軽音楽ホール（1958年 - ）
- 朝のムード・コンサート（1960年4月9日 - ）
- 夜のステレオ（1961年4月7日 - 1965年4月3日）
- ラジオジュークボックス（1961年4月9日 - 1965年）
- 軽音楽講座（1961年4月7日 - 1963年3月29日）
- ミュージカルアワー（1962年 - 1967年3月25日）
- ミュージックコーナー（1962年4月7日 - 1965年）
- スクリーンミュージック（1963年4月 - 1964年3月）
- 世界のメロディー（1964年4月12日 - 1966年4月）
- リクエストコーナー（1965年4月11日 - 1969年2月）
- 軽音楽のたのしみ（1965年4月11日 - 1966年4月3日）

クラシック
- 放送音楽会（1946年2月20日 - 1951年）
- 現代日本の音楽（1947年10月 - 1956年）
- 大作曲家の時間（1949年1月4日 - 1965年）
- サンデーシンフォニーコンサート（1948年 - 1949年）
- 朝の室内楽（1948年 - 1952年）
- NHKシンフォニーホール（1949年7月20日 - ）
- 交響曲の時間（1949年 - 1950年）
- 夜のしらべ（1950年11月6日 - 1951年）
- 音楽入門（1950年 - 1951年）
- きょうも楽しく（1950年 - 1956年）
- NHKオペラハウス（1951年5月7日 - 1952年）
- 歌劇（1951年 - 1962年）
- 先週の交響楽（1952年 - ）
- サンデーコンサート（1952年6月1日 - 1971年4月4日）
- きょうの前奏曲（1953年2月 - ）
- 二十世紀の音楽（1953年 - 1956年）
- 私たちの音楽会（1953年 - 1954年）
- 音楽の窓（1953年 - 1955年）
- 食後の音楽（1953年 - 1955年）
- イヴニングサロン（1953年 - ）
- グッドナイトミュージック（1953年 - ）
- スタジオコンサート（1954年1月 - ）
- お好みレコードショップ（1954年 - 1955年11月）
- LPサロン（1954年 - 1964年）
- 音楽のしおり（1954年 - 1962年）
- 名曲キャビネット（1954年11月7日 - 1971年4月4日）
- 立体音楽堂（1954年11月13日 - 1966年4月2日）
- きょうの音楽家（1954年11月 - ）
- スタジオ演奏会（1954年 - 1955年）
- NHKラジオリサイタル（1954年 - 1962年）
- 職場の音楽（1955年 - ）
- メトロポリタン・オペラ・アワー（1955年 - 1961年）
- 午後のリサイタル（1955年 - ）
- 夕べのリサイタル（1955年 - 1957年10月）
- 音楽クラブ（1956年4月1日 - 1964年）
- 名演奏家の時間（1956年 - 1965年）
- 私たちの演奏会（1957年4月7日 - 1973年）
- 現代の音楽（1957年4月7日 - 1964年）
- 朝のしらべ（1957年 - ）
- おはよう音楽（1957年 - 1961年）
- 音楽話のくずかご（1958年 - 1977年）
- 夜の室内楽（1959年 - 1961年）
- 音楽鑑賞（1959年 - ）
- 朝のリサイタル（1960年 - 1964年4月4日）
- きょうの名曲（1960年 - ）
- 夜のいこい（1960年 - ）
- 名曲アワー（1961年 - ）
- 交響曲の午後（1962年4月7日 - 1964年）
- オペラアワー（1962年4月13日 - 1965年）
- 朝のコーラス（1962年 - ）
- 私たちのコーラス（1962年4月7日 - ）
- ディスクコンサート（1963年4月6日 - ）
- 音楽夜話（1965年4月11日 - 1966年）
- 名曲のひととき（1986年4月7日 - 1990年3月）
- 間奏曲（1990年4月3日 - 1997年3月20日）

民謡
- 民謡をたずねて（1952年1月9日 - ）

伝統芸能
- 浪花節（1946年2月20日 - 1957年）
- 上方演芸会（1949年9月14日 - ）

「上方演芸会」はラジオ第1の再放送、「浪曲十八番」はFM放送の再放送だったが、現在はいずれも本放送のみとなっている。
- 若手演芸会（1949年 - 1955年）
- 若手演芸家の時間（1950年 - ）
- 若手芸能家の時間（1951年 - 1954年）
- 邦楽千一夜（1952年 - 1953年）
- いとのしらべ（1953年 - ）
- 邦楽鑑賞会（1954年4月11日 - 1973年3月29日）
- 舞台中継（1955年 - ）
- 邦楽の手引（1956年 - 1962年）
- 謡曲狂言（1957年11月10日 - 1985年3月31日）
- 邦楽みちしるべ（1957年4月17日 - 1963年3月28日）
- 邦楽演奏会（1963年 - 1973年3月29日）
- 邦楽おさらい帳（1964年4月9日 - 1972年4月2日）
- 現代の日本音楽（1964年4月12日 - 1967年）
- 日本音楽みちしるべ（1965年4月11日 - 1969年）
- 浪曲十八番（1972年10月12日 - ）
- 邦楽のたのしみ（1982年4月11日 - 2011年3月26日）
- 語り芸の世界（1986年 - 1989年）
- 芸能名作選（1995年4月3日 - 1997年4月3日）

国内ニュース
- 経済ニュース（1950年 - 1959年）
- カレント・トピックス（1952年6月 - 1982年）
- きょうの市況（1953年 - 1956年）
- きょうの国会から（1954年11月30日 - 1956年10月）
- 農産物市場案内（1958年 - 1962年）
- 水産物市場案内（1960年 - 1972年）

時事・報道
- 今日の知識（1933年 - ）
- 明るい生活（1950年6月19日 - 1950年10月）
- 海外新聞論調（1952年 - 1962年）
- 日本の課題（1952年 - 1953年）
- 記者手帳から（1953年11月 - 1958年）
- 私の社会時評（1953年 - ）
- 私たちの質問（1953年 - 1954年）
- 世界の表情（1954年 - 1955年）
- 新しいアジア（1957年11月10日 - ）
- 東から西から（1959年4月11日 - 1967年3月30日）
- 日曜特集（1966年4月10日 - 1967年4月2日）
- 新海外事情（1984年4月5日 - 1990年3月27日）

スポーツ番組
- スポーツミラー（1947年 - 1950年）
- 日本シリーズ（1950年 - 1962年）[注 22]
- 大相撲中継（- 1963年3月場所まで）
- 高校野球中継（ - 1964年）
- 東京箱根間往復大学駅伝競走中継（ - 1960年代まで）

歴史
- 外交史物語（1952年 - ）
- 歴史の窓から（1953年11月6日 - 1955年）
- 歴史再発見（1986年4月 - 1988年）
- 史記の世界（1986年 - 1987年）
- 歴史をよむ（1988年 - 1992年）

福祉
- 社会福祉の手引（1951年 - 1952年10月）
- 青年学級の友へ（1953年4月18日 - 1970年4月5日）
- 盲人の時間（1964年4月11日 - ）

1991年より「視覚障害者のみなさんへ」に名称変更。
2009年度より「聞いて聞かせて 〜ブラインド・ロービジョン・ネット〜」に名称変更。
2014年10月より「視覚障害ナビ・ラジオ」に名称変更。
- 心身障害者とともに（1985年4月 - 1994年4月3日）
  - ラジオ特殊学級（1962年4月8日 - 1963年3月）
  - 精神薄弱児のために（1963年4月7日 - 1974年度）
  - 精神薄弱児とともに（1975年度 - 1979年度）
  - 心身障害児とともに（1980年 - 1984年度）
- 老後をたのしく（1965年4月11日 - 1984年3月25日）
- ともに生きる（1994年4月10日 - 2012年4月1日、日曜 8:00 - 8:30・19:00 - 19:30）
- バリバラR（2012年4月8日 - 2015年3月28日）

産業
- 実業講座（1931年4月 - ）
- 農村への講座（1934年4月2日 - 1935年）
- 店員の時間（1938年10月1日 - ）
- 農業技術講座（1949年 - ）
- 新しい経営（1949年 - 1952年）
- 農業講座（1950年 - 1961年）
- 経済読本（1952年1月9日 - 1952年）
- 商店の皆さんへ（1953年4月12日 - 1954年）
- 中小企業者の時間（1953年 - 1954年）
- 日本の産業（1953年 - 1954年）
- 今週の経済（1953年 - ）
- 中小企業の時間（1954年 - ）
- 明日の農民（1954年 - 1956年）
- 経済の時間（1955年 - 1956年）
- くらしのしおり（1955年 - 1957年）
- 中小商工業の皆さんへ（1956年 - 1957年）
- 新産業読本（1956年 - 1957年）
- 経済夜話（1956年 - 1957年）
- 商工実務講座（1957年 - 1960年）
- 経済豆辞典（1957年 - 1958年）
- 新産業地図（1957年 - 1958年）
- 工業技術講座（1957年11月9日 - 1959年）
- 漁村の皆さんへ（1958年4月7日 - 1962年）
- 今日の農政（1958年 - 1961年）
- 経済談話室（1959年4月 - 1960年）
- 商工サロン（1960年 - 1961年）
- 産業実務講座（1960年 - 1962年）
- ラジオ農業学校（1961年4月3日 - 1981年4月4日、月曜 - 土曜 6:40 - 7:00）
- 法人税講座（1961年9月 - 1961年10月）
- 経営講座（1962年 - 1963年）
- 今日の農村（1962年4月9日 - 1965年4月4日）
- 働く婦人（1963年4月7日 - 1964年4月5日）
- 漁村のみなさんへ（1965年4月5日 - 1986年4月5日）
- 中小企業向け番組（1964年4月6日 - 1967年）
- あすの職場（1965年 - 1968年）
- 新しい農村（1965年4月11日 - 1973年3月31日）
- 税金相談（1966年10月 - 1967年）
- 農業展望（1973年4月8日 - 1986年4月6日）
- 農業経営セミナー（1981年4月6日 - 1982年4月3日）
- 漁業展望（1985年4月14日 - 1986年3月2日）
- ラジオ農業セミナー（1986年4月13日 - 1991年）
- ニューメディアノート（1986年4月13日 - 1988年4月13日）
- ラジオビジネス塾 〜35歳からのスキルアップ〜（2014年4月3日 - 2015年3月27日）
- ラジオ 仕事学のすすめ（2015年4月2日 - 2020年3月27日）

教養
- 公民常識講座（1931年 - ）
- 日曜礼拝（1933年7月30日 - 1939年12月）
- 日曜勤行（1933年12月 - ）
- 日曜特集講座（1934年 - ）
- 国民講座（1936年 - 1938年）
- 国文講座（1939年 - ）
- 国民常識講座（1945年11月5日 - 1946年）
- 朝の講座（1946年9月 - 1947年9月）
- 映画の時間（1946年 - 1947年）
- 朝の話（1947年10月 - ）
- 文化講座（1949年1月 - 1952年3月）
- 読書案内（1949年1月 - 1959年、日曜 10:00 - 10:30、NHK読書委員会の推薦図書などの紹介）
- 心の記録（1950年 - ）
- 世界の文化（1951年 - 1952年）
- 神道の時間（1951年 - ）
- 仏教の時間（1951年 - ）
- キリスト教の時間（1951年 - ）
- 番茶クラブ（1952年1月8日 - ）
- NHK教養大学（1952年4月1日 - 1962年）
- 特集番組（1952年 - 1954年）
- ラジオ詩集（1953年11月8日 - ）
- 東と西（1953年 - ）
- 連続講話（1953年 - ）
- 日曜随想（1953年 - ）
- 国際教養大学（1954年4月17日 - 1963年）
- NHK教養特集（1954年11月9日 - 1959年）
- 季節の手帳（1954年 - 1955年）
- 皆さんの法律（1954年 - 1955年）
- 放送詩集（1954年 - 1962年）
- 国語講座（1955年4月4日 - 1960年）
- 学界だより（1956年 - 1962年）
- 学芸展望（1959年4月12日 - 1964年4月5日）
- 教養特集（1959年 - 1965年、月曜 - 金曜 22:15 - 23:00、現代人の教養の問題を取り上げ、問題の底流を追求する）
- ことばの広場（1960年4月10日 - 1966年）
- 大学通信講座（1961年4月4日 - 1966年）
- 古典をたずねて（1962年4月2日 - ）
- 映画鑑賞（1962年 - 1963年）
- 芸能展望（1963年4月7日 - 1964年4月5日）
- ラジオ文芸（1964年4月7日 - 1965年3月30日）
- 古典講座（1964年4月7日 - 1968年3月30日）
- 日曜大学（1964年4月12日 - 1965年4月4日）
- 文化講演会（1966年 - 2021年3月28日）
- 市民大学講座（1969年4月13日 - 1976年4月11日）
- NHK文化シリーズ（1976年4月11日 - 1982年4月4日）
- NHKラジオセミナー（1982年4月5日 - 1985年）
- 現代文明展望（1982年4月25日 - 1984年4月1日）
- 青春を語る（1983年4月 - ）
- 私の研究（1985年4月5日 - 1986年4月3日）
- 外国語への招待 - ことばと文化（1985年4月5日 - 1987年4月3日）
- はなしことば講座（1985年4月6日 - 1992年3月30日）
- 現代キーワード探検（1985年4月6日 - 1987年4月5日）
- 自作を語る（1985年4月7日 - 1992年4月6日）
- ビッグ対談（1985年4月28日 - 1988年3月）
- 四季のうた（1986年4月7日 - 1992年4月4日）
- 学問新時代（1986年4月7日 - 1988年3月31日）
- 短歌のこころ（1986年4月10日 - 1986年10月2日）
- NHK市民大学（1987年4月 - 1990年）
- 新学芸展望（1988年4月7日 - 1990年3月29日）
- NHK文化セミナー（1990年4月2日 - 2001年4月2日）
- 話しことばQ&A（1992年4月5日 - 1993年3月28日）
- 私の日本語辞典（1992年4月12日 - 2022年4月3日）
- 素敵なはなしことば（1995年4月2日 - （2000年4月1日）
- 朗読（1996年 - 2023年、月曜 - 金曜 9:45 - 10:00、再放送：土曜 21:45 - 23:00）（ - 2022年4月2日）
- NHKラジオライブラリー（1997年4月7日 - 2006年3月18日）
- はなす きく よむ（2000年4月8日 - 2008年3月29日）
- NHKカルチャーアワー（2001年4月2日 - 2009年3月30日）
- のこしたいふるさとのことば（2002年4月1日 - 2005年10月2日、現在でも国際放送でラジオ第1放送同時放送の差し替え〈当該時間帯でスポーツ中継・国会中継があるとき〉のときに不定期放送される）
- ことば力アップ（2008年4月5日 - 2022年3月30日）

科学情報
- 科学ゼミナール（1953年11月1日 - 1956年10月）
- 科学談話室（1954年4月16日 - 1968年）
- 科学の散歩（1955年4月6日 - 1956年）
- 原子力と新世界（1955年10月2日 - 1956年）
- 今日の原子力（1956年4月1日 - 1957年）
- 科学の世界（1956年 - 1957年）
- 原子力時代（1958年4月13日 - ）
- 今週の科学（1958年 - 1961年）
- あすへの科学（1959年 - ）
- わたしの科学ノート（1984年4月6日 - 1990年3月26日）

生活科学
- やさしい科学（1948年9月12日 - 1957年）
- 療養の時間（1951年1月4日 - 1978年3月）
- 医学の時間（1954年4月11日 - 1962年）
- 今日の医学（1962年 - ）
- 現代の医学（1963年 - ）
- 療養の広場（1978年4月9日 - 1982年3月）

紀行（国内）
- 旅と釣（1964年4月10日 - 1965年4月2日）
- 音で訪ねる ニッポン時空旅（2015年4月5日 - 2025年3月29日）

幼児・こども
若者
- 青年の時間（1931年11月 - 1941年）
- 勤労青年の時間（1936年4月6日 - ）
- ラヂオ青年学校（1936年 - ）
- 青年講座（1936年10月 - ）
- ラヂオ青年講座（1937年4月12日 - 1938年）
- 青年学校放送（1941年4月1日 - ）
- 青少年学徒の時間（1945年11月5日 - 1945年12月31日）
- 学生の時間（1946年1月 - 1952年）
- 青少年の時間（1950年 - 1951年）
- 若い世代へ（1952年6月15日 - 1953年）
- 青年学級の友へ（1953年4月8日 - 1970年4月5日）
- 青年の主張（1954年4月11日 - 1958年）
- 友への手紙（1954年 - 1955年）
- 青少年職業講座（1957年11月4日 - 1958年）
- 希望の世代（1962年4月3日 - 1964年）
- 青年図書館（1962年 - 1963年3月30日）
- 明るい女性（1963年4月2日 - ）
- 青年に語る（1964年4月11日 - 1965年4月3日）
- あすへの主張（1967年4月9日 - 1970年4月5日）
- 青春を生きる（1982年4月5日 - 1983年3月17日）

学校放送・高校講座
- 実力養成講座（1962年4月2日 - 1963年3月）
- 中学生の勉強室（1962年4月2日 - 1990年3月）
- 定時制高校の時間（1960年4月 - 1989年4月1日）
- クラブ活動の時間

※夏休み、冬休み（12月31日から翌年1月3日を除く）、春休み期間中は「（休みのシーズン名）ラジオクラブ」と題した集中再放送にあてていたが、2013年度をもって廃止された。
- みんなのコーラス（1995年4月10日 - 2011年4月1日、月曜 - 木曜 9:45 - 10:00）

FMでも再放送があったが、ラジオ第2ではモノラル音声となっていた。
- おはなしの旅（2003年4月7日 - 2013年3月29日）

育児・教育
- 教師の時間
- お母さんの童話（1951年6月 - 1956年）
- 子供の言い分（1951年 - 1952年）
- 家庭と学校（1953年 - 1958年）
- ラジオ育児室（1955年 - 1957年）
- 教育相談室（1956年 - 1961年）
- 勉強のさせ方（1956年 - 1961年）
- 教育時評（1962年4月2日 - 1967年）
- 放送教育相談室（1964年4月12日 - 1982年3月）
- 教育界の話題（1967年4月8日 - 1968年3月31日）
- わたしの教育談議（1982年4月6日 - 1987年4月2日）
- 教育ジャーナル（1995年4月9日 - 1997年4月6日）

趣味
- 聴取者文芸（1947年 - 1950年）
- 室内遊戯の時間（1948年 - 1953年）
- 趣味の時間（1948年 - 1949年）
- 趣味の手帳（1950年3月6日 - 1978年4月1日）
- 女性教室（1950年4月1日 - 1953年）
- 趣味講座（1954年 - ）
- ラジオ受信機講座（1952年11月17日 - ）
- 農芸手ほどき（1953年 - 1955年）
- 季節の庭仕事（1953年 - ）
- 趣味の園芸（1956年 - 1961年）
- 写真講座（1956年 - ）
- そろばん教室（1960年4月4日 - 1997年4月4日）
- 趣味の動物（1964年4月6日 - 1965年3月29日）
- 園芸手帳（1964年4月8日 - 1965年3月31日）
- 邦楽のおけいこ（1972年4月9日 - 1973年4月1日）
- パソコン実践セミナー（1992年4月6日 - 1995年3月31日）

生活情報
- ラジオ告知板（1948年 - 1951年）
- お早う番組（1949年9月 - 1953年）
- 勤労婦人の時間（1948年 - 1954年）
- 今日の常識（1949年 - 1951年）
- 皆さんの相談室（1951年5月6日 - ）
- 奥さんの経済学（1951年 - ）
- 若い女性（1954年11月 - 1956年）
- NHK相談室（1956年4月2日 - 1957年）
- 家庭学級（1971年4月5日 - 1972年3月27日）

語学
- 英語会話教室（1946年2月1日 - 1951年2月9日）
- イングリッシュアワー（1972年4月 - 1993年4月3日）

FMから移転。
その他
- ラジオ小咄（1950年 - ）

### 1日の大まかな放送ゾーン体裁
（平日の場合）
- 6:00 - 10:00　語学番組が中心（8:40 - 8:50　ラジオ体操、水曜のみ9:45 - 10:00　幼児向け番組（お話でてこい））
- 10:00 - 17:00　語学番組と外国語ニュースが中心（12:00 - 12:10と15:00 - 15:10　ラジオ体操、16:00 - 16:20　気象通報（正午））
- 17:00 - 18:00　株式市況（祝日は特別番組）
- 18:00 - 19:35　語学番組と外国語ニュースが中心
- 19:35 - 20:35　NHK高校講座
- 20:35 - 23:40　語学番組と外国語ニュースが中心（水曜のみ22:00 - 22:15　アナウンサー百年百話）

## 緊急時の放送対応
ラジオ第2では、震度6弱以上の地震および津波注意報、津波警報発表時や緊急警報放送実施時に他波との同時放送（全中）を行い、その後は英語・朝鮮語・中国語・ポルトガル語の4言語で情報を提供する。同じ内容が総合テレビの副音声やNHKワールドTV、NHKワールド・ラジオ日本でパラレル送信される場合もある。これによって放送されなかった番組は、後日、スケジュールを調整して振替放送される。こういった場合、各番組の本編終了直前にも振り替え放送に関するお知らせを放送する。この他、緊急地震速報についても放送されることになっている（Eテレも同様）。
気象通報及び株式市況は振替放送されない。気象通報は気象業務法により毎日の放送遂行が義務付けられており、全中の場合のみ中止が許されている。株式市況はBS1の『東京マーケット情報』およびデータ放送で代替が可能なためである。
実際例として、以下のようなケースがある。
- 昭和天皇が崩御した1989年1月7日の放送では、午前6時36分から全波全中（当時は国内7波・国際ラジオ放送を含め8波全中）により昭和天皇危篤が発表された段階から定時編成が中断され、7時55分から崩御の特別ニュースを10時1分まで放送、その後も10時15分まで、皇居からの生中継映像のフィラーを放送したのち、通常編成を再開、さらに14時35分-14時59分まで新元号（平成）発表も全波全中放送したが、一部の予定番組と君が代の演奏は中止されている[18]。1月8日、並びに2月24日の大喪の礼が行われた時は終日通常番組を放送したが、国歌の放送の省略は同様であった。

- 千島列島沖地震による津波警報の発令で緊急報道が行われた時間帯に放送できなかった番組の振替放送が、2006年11月に発生したものにおける2006年11月19日は翌20日2時まで、2007年1月に発生したものにおける2007年1月15日は翌16日2時30分までそれぞれ放送時間を延長した。

- 2011年3月11日の東日本大震災発生時から13日8時まで津波警報や生活情報（外国語）をほぼ終日放送し、第2放送の番組が過半数休止となったが、13日8時からほぼ通常編成となった。津波警報発生時は「緊急多言語放送」として、在日外人向けのために、英語の他、中国語、朝鮮語、ポルトガル語による情報提供が行われた[19]。
同じ教育系のEテレは13日以降も引き続き震災被災者の安否情報や生活情報を断続的に続けたが、14日からは視聴者保護の観点から児童向け番組の一部を再開し、19日からは定時番組の編成に戻している。

- 2012年12月12日の北朝鮮のミサイル発射のニュースでは9時58分から62分間、ラジオ第1、FM、NHKワールド・ラジオ日本（日本語放送）と同時に緊急ニュースの同時放送が行われた[注 24][注 25]。それ以後もJアラートに相当する周辺国の危険行動による退避勧告・命令が発動された場合にも地上波・BS・国際放送すべてを通して通常番組を中断し、同じニュースを放送する「全波全中」が発生することがある。